# Ouray
Ouray (Taos, Nou Mèxic, 1820 - 24 d'agost de 1880) fou el principal cabdill de laTribu Ute. De pare ute uncompaghre i mare apatxe, el 1863 va signar el Tractat de Conejos, pel qual cediren tot l'estat de Colorado als EUA a canvi de provisions per 10.000 $ anyals. El 1868 marxà a Washington perquè els volien internar en reserves i aconseguí un tracte més favorable. Però el 1873 li reclamaren una quarta part de la reserva, i finalment el 1879 esclataren les hostilitats. Fou internat en la reserva uintah, on va morir malalt.